# Migdolus
Migdolus es un género de escarabajos de la familia Cerambycidae.

## Especies
Se reconocen las siguientes:
- Migdolus brachypterus
- Migdolus clypeatus
- Migdolus cuyabanus
- Migdolus exul
- Migdolus fryanus
- Migdolus goyanus
- Migdolus morretesi
- Migdolus punctatus
- Migdolus spitzi
- Migdolus thulanus